# آتانسور
آتانسور (قزاقی: Атансор) یک دریاچه آب شور در استان آق‌مولای کشور قزاقستان است.